# Ендрю Ґрем
| 9 Метіда | 25 квітня 1848 |

Ендрю Ґрем (8 квітня 1815 — 5 листопада 1908) — ірландський астроном. Народився в графстві Фермана в Ірландії.
Працюючи в обсерваторії Маркрі (у графстві Сліго), в 1848 році Ґрем відкрив астероїд 9 Метіда. Пізніше працював над каталогом Маркрі англ. Markree Catalogue, який складається з шістдесяти тисяч зірок уздовж екліптики, занесених до каталогу в період з 8 серпня 1848 по 27 березня 1856 року, і був опублікований у чотирьох томах у 1851, 1853, 1854, 1856 рр. відповідно.
З 1864 по 1903 Ґрем працював першим асистентом в обсерваторії Кембриджу, де брав участь у складанні Кембриджського каталогу (англ. Cambridge Catalogue), опублікованого в 1897 році.
Астероїд 3541 Ґрем названий на честь Ллойда Вільсона Ґрема, а не Ендрю Ґрема.